# Opius paulus
Opius paulus är en stekelart som beskrevs av Fischer 1965. Opius paulus ingår i släktet Opius och familjen bracksteklar. Inga underarter finns listade i Catalogue of Life.